# Corgatha drepanodes
Corgatha drepanodes là một loài bướm đêm trong họ Erebidae.